# Yōsei

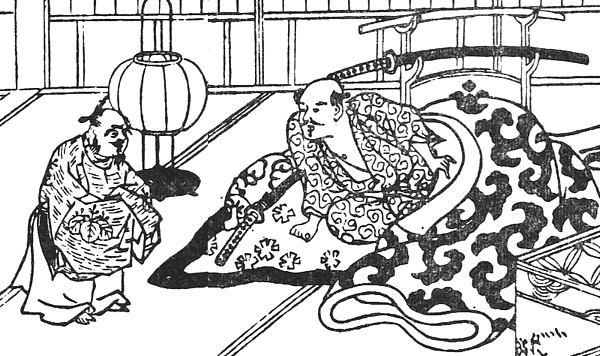
Les esprits des foyers Zashiki warashi, sont décrits comme ayant la taille d'un enfant de 5 ou 6 ans, enclins à faire des farces inoffensives et causant parfois du mal.

Un yōsei (妖精, esprit envoûtant) est un mot japonais mot généralement synonyme du mot français fée (フェアリー, fearī). Aujourd'hui, ce mot se réfère généralement aux esprits des légendes occidentales, mais parfois il peut également désigner une créature du folklore japonais natif. Par exemple, selon une croyance populaire ancienne de la préfecture d'Iwate, on craignait autrefois que les yōsei puissent ramener les morts à la vie. Il est également mentionné que les habitants du mont Hōrai sont de petites fées qui n'ont aucune connaissance du grand mal aussi leurs cœurs ne vieillissent-ils jamais. Les Aïnous mentionnent également l'existence d'une race de petites personnes appelées koropokkuru dans leur folklore. Un autre être féerique du Japon est le kijimuna, esprits des arbres existant dans la religion des îles Ryūkyū d'Okinawa.

## Source de la traduction
- (en) Cet article est partiellement ou en totalité issu de l’article de Wikipédia en anglais intitulé « Yōsei » (voir la liste des auteurs).